# Lilla Torstjärnen
Lilla Torstjärnen är en sjö i Hofors kommun i Gästrikland och ingår i Gavleåns huvudavrinningsområde.